# نانوژنراتور
نانوژنراتور فناوری‌ای است که انرژی مکانیکی یا گرمایی را در ابعاد کوچک به انرژی الکتریکی تبدیل می‌کند.
نانوژنراتور به سه روش کار می‌کند:
- اثر فشاربرقی
- اثر برق مالشی
- پیروالکتریسیته

که از این بین دو روش اثر فشاربرقی و اثر برق مالشی، انرژی مکانیکی را به برق تبدیل می‌کند ولی مورد آخر انرژی گرمایی را به برق تبدیل می‌کند.

## اثر فشاربرقی

### مکانیزم

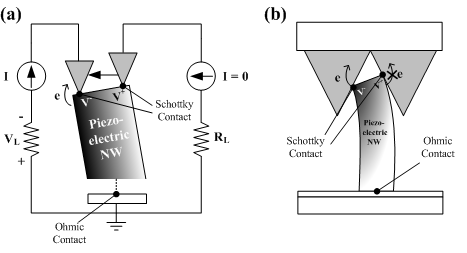
اساس کار یک نانوژنراتور که در آن یک نانوسیم منفرد به صورت موازی در جهت رشد نانوسیم نگاه داشته شده است. (a) فقط ذرات باردار منفی مجاز خواهند بود که در سطح جاری شوند. (b) The nanowire is integrated with the counter electrode with AFT tip-like grating. As of (a), the electrons are transported from the compressed portion of nanowire to the counter electrode because of Schottky contact.

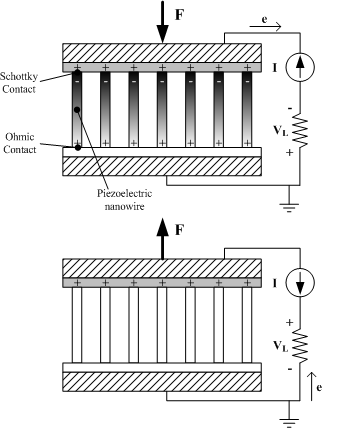
اساس کار یک نانوژنراتور که در آن یک نانوسیم منفرد به صورت موازی در جهت رشد نانوسیم نگاه داشته شده است.

{\displaystyle V_{\text{max}}=\pm {\frac {3}{4(\kappa _{0}+\kappa )}}[e_{\text{33}}-2(1+\nu )e_{\text{15}}-2\nu e_{\text{31}}]{\frac {a^{3}}{l^{3}}}\nu _{\text{max}}}

## کاربردها

### تولید برقازراه رفتنانسان
در موسسه فناوری جورجیا با استفاده از نانوسیم پلیمری و آلومینیوم حاوی نانوحفره موفق به ساخت نانوژنراتوری شدند که قادر به تولید الکتریسیته از راه رفتن انسان است.
برای ساخت چنین ژنراتوری که در آن از القای الکترومغناطیس برای تولید الکتریسیته استفاده می‌شود، با توجه به اینکه امکان استفاده از القای الکترومغناطیسی-روش معمول تولید برق- به دلیل ابعاد وجود ندارد، از ژنراتورهای پیزوالکتریک سبک و کوچک نیازمند به کارگیری بلورهای سرامیکی است که بتواند فشار را به ولتاژ تبدیل کند.

#### مکانیزم کارکرد
برای ساخت این نانوژنراتور، یک سطح سیم پلاستیکی با فیلم آلومینیومی حاوی نانوحفره و سطح دیگر آن را نیز با فیلم مسی حاوی نانوسیم‌های پلیمری پوشش داده می‌شود. سپس این سیم به شکل لوزی پیچیده می‌شود به طوری که دو سطح آلومینیوم و مس روی هم قرار گیرند. با قفل شدن نانوسیم و نانوحفره روی هم، سطح تماس افزایش یافته، در نتیجه الکتریسیته بیشتری بدست می‌آید. با هر بار پیچش و جدا شدن این رشته سیم، این دو سطح با هم تماس پیدا کرده و از هم جدا می‌شوند که این فرایند موجب تولید الکتریسیته می‌شود.